# Porêta
Porêta est une localité située dans le département de Garango de la province du Boulgou dans la région Centre-Est au Burkina Faso.

## Économie
L'agro-pastoralisme est l'activité principale de Porêta.

## Santé et éducation
Le centre de soins le plus proche de Porêta est le centre de santé et de promotion sociale (CSPS) de Ouarégou tandis que le centre médical avec antenne chirurgicale (CMA) se trouve à Garango.
Le village ne possède pas d'école, les élèves devant se rendre à Ouarégou.